# Провінція Ідзу
Провінція Ідзу (яп. 伊豆国 — ідзу но куні, «країна Ідзу»; 豆州 — дзусю, «провінція Ідзу») — історична провінція Японії у регіоні Канто на сході острова Хонсю. Відповідає півострову Ідзу префектури Сідзуока та островам Ідзу Токіо.
Провінція Ідзу була утворена 680 року у результаті поділу провінції Суруґа. Центр нової адміністративної одиниці знаходився у сучасному місті Місіма.
Віддаленість провінції Ідзу від центру перетворило її на місце заслання політичних злочинців.
З 12 по 14 століття землями провінції володів рід Ходзьо, представники якого були фактичними правителями Камакурського сьоґунату. У 15 столітті Ідзу належала родині Уесуґі.
З 1493 року провінція Ідзу стала центром володінь роду Ґо-Ходзьо («Пізні Ходзьо»), який у 16 столітті став господарем цілого регіону Канто. Після знищення цього роду у 1590 році, землі Ідзу перейшли до Токуґави Ієясу.
У період Едо (1603—1868) провінція була розбита на ряд володінь хан, частина з яких конролювалася сьоґунатом безпосередньо, а частина — через васальні роди.
У результаті додаткових адміністративних реформ 1878 року, провінція Ідзу була розподілена між тогочасними префектурами Сідзуока та Токіо.

## Повіти провінції Ідзу
- Камо 賀茂郡
- Кімісава 君沢郡
- Нака 那賀郡
- Таґата 田方郡